# Elizabeth Carter
Elizabeth Carter (Deal, 16 de dezembro de 1717 — Londres, 19 de fevereiro de 1806) foi uma poetisa inglesa, classicista, escritora e tradutora, e membro do Círculo Bluestocking de Elizabeth Montagu.

## Primeiros anos
Nascida em Deal, Kent, Elizabeth Carter foi a filha mais velha do reverendo Nicolas Carter, o perpétuo coadjutor de Deal e sua primeira esposa, Margaret (que morreu c. 1728), filha única e herdeira de Richard Swayne de Bere Regis, Dorset, que morreu quando Elizabeth tinha dez anos de idade.[carece de fontes?] A casa de tijolos vermelhos da sua família pode ser vista na junção da Rua Sul e Rua do Meio, perto do mar. Incentivada por seu pai para estudar, ela dominou várias línguas antigas e modernas (incluindo o latim, o grego, o hebraico e o árabe) e a ciência.

## Escrita
Carter traduziu para o inglês as obras Exame de l'essai de Monsieur Papa sur l'homme de Jean-Pierre de Crousaz e Newtonianismo per le dame (Newtonianismo para as mulheres) de Francesco Algarotti; e escreveu um pequeno volume de poemas. A posição de Carter no panteão das autoras do século XVIII, foi garantido por sua tradução em 1758 de All the Works of Epictetus (Todas as Obras de Epicteto, Que são Agora Existentes), a primeira tradução para o inglês de todas as obras conhecidas do filósofo estoico grego. Este trabalho fez o seu nome e fortuna, garantindo-lhe uma soma de dinheiro em mil euros.
A tradução de Elizabeth Carter foi publicada em 1758. Foi em um volume e a primeira impressão foi de 1018 cópias. Mas houve tanta demanda que 250 mais foram impressas alguns meses depois. Seu custo de impressão foi £ 67, mas ela fez um lucro de quase mil libras. £ 1000 não era uma quantidade pequena então. Em dólares atuais é equivalente a US$ 300 000! Duas outras edições foram impressas em sua vida e, por muitos anos, permaneceu um bom livro de venda a um preço elevado.

## Círculo
Carter era amiga de Samuel Johnson, que editou algumas edições do seu periódico The Rambler. Ele escreveu, "Minha velha amiga, a senhora Carter poderia fazer um pudim bem como traduzir Epicteto do grego e trabalhar em um lenço bem como compor um poema."

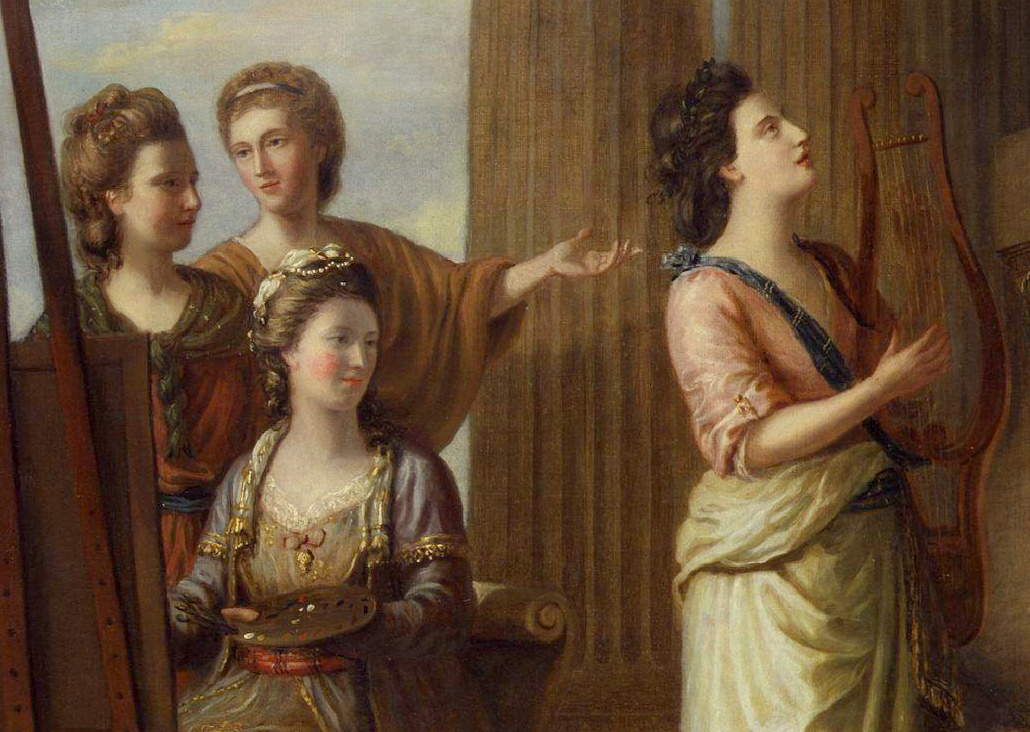
Elizabeth Carter (extrema-esquerda), na companhia de outros "Bluestockings" em The Nine Living Muses of Great Britain, de Richard Samuel, 1779. National Portrait Gallery, em Londres. (cortadas)

Carter era amiga de muitas outras pessoas importantes, bem como uma confidente de Elizabeth Montagu, Hannah More, Hester Chapone e outros membros do círculo de Bluestocking. Anne Hunter, uma poetisa menor e socialite, e Mary Delany também são indicadas como amigas íntimas. O romancista Samuel Richardson incluiu o poema de Carter, "Ode to Wisdom" ("Ode à Sabedoria") no texto do seu romance Clarissa (1747-48) sem, contudo, atribuir a ela a autoria. Mais tarde, foi publicado numa forma corrigida em The Gentleman's Magazine e Carter recebeu um pedido de desculpas de Richardson.[carece de fontes?]
Carter apareceu nas versões em gravura (1777) e pintura (1778) das The Nine Living Muses of Great Britain (Nove Musas Vivas da Grã-Bretanha; 1779) de Richard Samuel, mas as figuras na pintura eram tão idealizadas que ela se queixou que não se reconhecia e não reconhecia ninguém no quadro. Samuel não tinha feito quaisquer reuniões enquanto elaborava a obra.
Fanny Burney, é citado em Life of Samuel Johnson de Boswell, dizendo, em 1780, que ela pensou que Carter foi "realmente uma nobre mulher de se ver; eu nunca vi uma velhice tão graciosa no sexo feminino ainda; o seu rosto parece feixe com a bondade, a piedade e a filantropia." No entanto, Betsey Sheridan, irmã do dramaturgo, descreveu cinco anos mais tarde em seu diário que "ao invés disso era gorda e não muito marcante na aparência".[carece de fontes?]

## Visão religiosa
Carter manteve um interesse em assuntos religiosos. Ela foi influenciada por Hester Chapone, e ela escreveu tratados de apologéticos da fé cristã, afirmando a autoridade da Bíblia sobre as matérias humanas. Uma dessas obras, conhecida como Objections against the New Testament with Mrs. Carter's Answers to them (Objeções contra o Novo Testamento com Respostas de Mrs. para eles), foi publicada na compilação dos escritos, Memoirs of the Life of Mrs. Elizabeth Carter (Memórias da Vida de Dona Isabel Carter) por Montagu Pennington, que também conteve sua obra Notes on the Bible and the Answers to Objections concerning the Christian Religion (Notas sobre a Bíblia e as Respostas às Objeções relativas à Religião Cristã). Sua profunda crença em Deus é também refletida em seus poemas "In Diem Natalem" e Thoughts at Midnight ("Pensamentos à Meia-noite"), também conhecido como "A Night Piece" ("Um Pedaço da Noite").